# Factor de transcripción activador
En biología molecular, se denomina factor de transcripción activador (o también ATF) a una clase de factores de transcripción AP-1 diméricos. Se han descrito diversos factores de transcripción activadores, pudiéndose identificar los siguientes:
- ATF1[2]
- ATF2[3]
- ATF3[4]
- ATF4[3]
- ATF5[3]
- ATF6[3]
- ATF7[3]